# 銀河戦
銀河戦（ぎんがせん）は、囲碁将棋チャンネル主催の将棋のテレビ棋戦。双方の持ち時間が少ない早指し戦である。1991年度創設で、同じく囲碁将棋チャンネルで放送されている囲碁の竜星戦より1年遅れの創設だった。2000年から公式戦となった。
銀河戦は将棋会館地下の通称「銀河スタジオ」で収録。2025年1月収録分から千駄ヶ谷駅前の将棋会館千駄ヶ谷ビルの新スタジオで収録。同社のCS放送『囲碁・将棋チャンネル』で毎週火曜と木曜に放映されているほか、ネット配信も行われている。（詳しくはテレビ放送の項を参照）
2021年10月に「将棋プレミアム」「囲碁プレミアム」が合体し「囲碁将棋プレミアム」となり、それに際して「新銀河戦」が開始すると同年9月に発表され、2022年3月から配信開始した（囲碁の「新竜星戦」は同年7月から配信開始している）。

## 方式
予選・ブロック戦・決勝トーナメントからなり、ブロック戦以降の対局の模様が「囲碁・将棋チャンネル」で放送される。なお、この棋戦は全棋士参加棋戦に該当する。棋戦システムは囲碁・将棋チャンネルで同じく放送されている囲碁の竜星戦とほぼ同様である。

### 予選
ブロック戦に出場する棋士を決定するもので、将棋会館で原則非公開で行われる。
ただし、次の棋士は予選免除となる。
- タイトル保持者[注 4]
- 前年度決勝トーナメント進出者
- 順位戦上位者
- 前年度ブロック戦成績優秀者(3勝以上)

持ち時間は各25分。切れたら1手30秒となる。
前回の決勝トーナメント出場のアマチュアは、該当年度のアマチュア大会にてブロック戦出場権を獲得していない場合、予選出場権を得る。

### 本戦トーナメント（ブロック戦）
棋士（本戦シード者および予選勝ち抜き者）・女流棋士・アマチュアの合計96名の本戦参加者が、12名ずつ8つのブロック（A-H）に分かれてパラマス形式のトーナメントを戦う。出場順は女流・アマチュアが1回戦に出場し、銀河(前年優勝者)及びタイトルホルダーは各ブロック最終戦（11回戦、現銀河は主にHブロック）の出場となり、その他は順位戦の順位が下位の棋士から(フリークラス→C級2組→……→A級の順）順に出場する。
各ブロックの「優勝者」と、優勝者を除く「最多勝ち抜き者」（複数いる場合は、出場順が後の棋士）が決勝トーナメントに出場する。この仕組みにより、ブロック戦1回戦からの出場者は6連勝、2-3回戦からの出場者は5連勝、4-5回戦からの出場者は4連勝すると決勝トーナメント進出が確定する。ブロック戦1回戦からの出場者が11連勝しブロック優勝した場合は、そのブロックからの決勝トーナメント出場者は優勝者のみとなり、出場枠は他ブロックの「最多勝ち抜き次点者」の高成績者に割り振られる。
持ち時間は各15分で、切れたら1手30秒となる。ただし切れてからも1分単位で合計10回の考慮時間がある。決勝トーナメントも同様のルールで行われる。
千日手あるいは持将棋になった場合、いずれかの考慮時間が5分未満の時は少ない方若しくは両者共に最低5分になるように同等の考慮時間が追加される。考慮時間が10回を超えた場合は持ち時間となる。
放送時の解説者・聞き手は固定されていないが、主に同ブロックの続く2局の対局を同日収録するため、解説者・聞き手は2局続けて出演している。
決勝トーナメントでベスト4まで勝ち進んだ女流棋士およびアマチュアには、棋士編入試験の受験資格が与えられる（2021年2月より制度化）。
第9期までのブロック戦は、A～Dの4ブロックに各24名の合計96名（第4期・第5期のみ各12名の合計48名）の出場者によるパラマス形式トーナメントで行われており、決勝トーナメントへの進出者は4つの各ブロックから2名ずつの計8名だった。
| 期                             | 合計人数                       | ブロック                       | ブロック                       | 内訳人数 (決勝トーナメント進出数) | 内訳人数 (決勝トーナメント進出数) | 内訳人数 (決勝トーナメント進出数) | 内訳人数 (決勝トーナメント進出数)                               |
| 期                             | 合計人数                       | ブロック数                     | 各組人数                       | 棋士                              | 女流棋士                          | アマチュア                        | アマチュア内訳                                                  |
| 【非公式戦】（第1期 - 第7期 ） | 【非公式戦】（第1期 - 第7期 ） | 【非公式戦】（第1期 - 第7期 ） | 【非公式戦】（第1期 - 第7期 ） | 【非公式戦】（第1期 - 第7期 ）    | 【非公式戦】（第1期 - 第7期 ）    | 【非公式戦】（第1期 - 第7期 ）    | 【非公式戦】（第1期 - 第7期 ）                                  |
| ------------------------------ | ------------------------------ | ------------------------------ | ------------------------------ | --------------------------------- | --------------------------------- | --------------------------------- | --------------------------------------------------------------- |
| 第1期 - 第3期                  | 96人                           | 4 (A-D)                        | 24人                           | 92人                              | 4人                               | -                                 |                                                                 |
| 第4期                          | 48人                           | 4 (A-D)                        | 12人                           | 46人                              | 2人(1)                            | -                                 |                                                                 |
| 第5期                          | 48人                           | 4 (A-D)                        | 12人                           | 46人                              | 2人                               | -                                 |                                                                 |
| 第6期 - 第7期                  | 96人                           | 4 (A-D)                        | 24人                           | 92人                              | 4人                               | -                                 |                                                                 |
| 【公式棋戦】（第8期以降）      |                                |                                |                                |                                   |                                   |                                   |                                                                 |
| 第8期                          | 96人                           | 4 (A-D)                        | 24人                           | 92人                              | 4人                               | -                                 |                                                                 |
| 第9期                          | 96人                           | 4 (A-D)                        | 24人                           | 92人                              | 2人                               | 2人                               | アマ王将・準アマ王将                                            |
| 第10期 - 第15期                | 96人                           | 8 (A-H)                        | 12人                           | 92人                              | 2人                               | 2人                               | アマ王将・準アマ王将                                            |
| 第16期                         | 96人                           | 8 (A-H)                        | 12人                           | 92人                              | 3人                               | 1人                               | アマ王将                                                        |
| 第17期 - 第21期                | 96人                           | 8 (A-H)                        | 12人                           | 92人                              | 2人                               | 2人                               | アマ王将・準アマ王将                                            |
| 第22期 - 第25期                | 96人                           | 8 (A-H)                        | 12人                           | 90人                              | 2人                               | 4人                               | アマ王将・準アマ王将、アマ銀河・準アマ銀河                      |
| 第26期                         | 96人                           | 8 (A-H)                        | 12人                           | 89人                              | 3人                               | 4人                               | アマ王将・準アマ王将、アマ銀河、G1優勝者                        |
| 第27期                         | 96人                           | 8 (A-H)                        | 12人                           | 90人                              | 2人                               | 4人(1)                            | アマ王将・準アマ王将、アマ銀河、G1優勝者                        |
| 第28期                         | 96人                           | 8 (A-H)                        | 12人                           | 89人                              | 2人                               | 5人                               | アマ王将・準アマ王将、アマ銀河、G1優勝者、前期決勝T進出者       |
| 第29期                         | 96人                           | 8 (A-H)                        | 12人                           | 90人                              | 2人                               | 4人                               | アマ王将・準アマ王将、アマ銀河・準アマ銀河                      |
| 第30期                         | 96人                           | 8 (A-H)                        | 12人                           | 94人                              | 2人                               | -                                 | 2020-2022 アマチュア王将戦 中止 2020-2024 アマチュア銀河戦 中止 |
| 第31期 - 第32期                | 96人                           | 8 (A-H)                        | 12人                           | 92人                              | 4人                               | -                                 | 2020-2022 アマチュア王将戦 中止 2020-2024 アマチュア銀河戦 中止 |
| 第33期                         | 96人                           | 8 (A-H)                        | 12人                           | 92人                              | 2人                               | 2人                               | アマ王将・準アマ王将                                            |

### 決勝トーナメント
16名による通常のトーナメントである。初戦は、ブロックの優勝者と他のブロックの最多勝ち抜き者が当たるように組まれる。第9期までは8名によるトーナメントだった。
優勝者には「銀河」の称号が与えられ、次回大会まで番組内では「銀河」をつけて呼称される。
在籍期限を満了したフリークラス編入棋士の特例参加
決勝トーナメント決勝進出者（優勝または準優勝）が、フリークラス規定の在籍期限を満了したフリークラス編入棋士である場合、その在籍期限満了者は他棋戦については出場資格がなくなるが、銀河戦については次年度の棋戦に参加が可能となり、引退とはならない（2010年7月9日以降）。

## 歴代決勝結果
第1期から第7期までは非公式戦であり、棋士の成績（勝敗数、公式戦優勝回数等）にはカウントされていない。
※段位・称号は対局当時のもの。
| 期 | 年度 | 優勝          | 準優勝        | ベスト4       | ベスト4       | ブロック戦 最多連勝      |
| -- | ---- | ------------- | ------------- | ------------- | ------------- | ------------------------ |
| 1  | 1992 | 郷田真隆 王位 | 森下卓 七段   | 南芳一 王将   | 中原誠 名人   | ※07連勝 (A/郷田、B/森下) |
| 2  | 1993 | 森内俊之 六段 | 南芳一 九段   | 先崎学 五段   | 屋敷伸之 六段 | ※09連勝 (B/森内)         |
| 3  | 1994 | 田中寅彦 八段 | 川上猛 四段   | 淡路仁茂 八段 | 有森浩三 六段 | ※08連勝 (D/淡路)         |
| 4  | 1996 | 森内俊之 八段 | 田中寅彦 九段 | 羽生善治 名人 | 谷川浩司 王将 | 04連勝 (A/小林健)        |
| 5  | 1997 | 羽生善治 四冠 | 福崎文吾 八段 | 杉本昌隆 五段 | 屋敷伸之 七段 | 05連勝 (C/内藤)          |
| 6  | 1998 | 羽生善治 銀河 | 佐藤康光 名人 | 中川大輔 六段 | 米長邦雄 九段 | ※06連勝 (A/丸山)         |
| 7  | 1999 | 郷田真隆 八段 | 谷川浩司 棋聖 | 窪田義行 五段 | 森下卓 八段   | ※04連勝 (B/北島、C/窪田) |

| 期 | 年度 | 優勝            | 準優勝              | ベスト4         | ベスト4       | ブロック戦 最多連勝                          |
| -- | ---- | --------------- | ------------------- | --------------- | ------------- | -------------------------------------------- |
| 8  | 2000 | 羽生善治 五冠   | 堀口一史座 五段     | 木村一基 五段   | 森内俊之 八段 | ※15連勝 (D/堀口一)                           |
| 9  | 2001 | 羽生善治 銀河   | 深浦康市 七段       | 先崎学 八段     | 中田宏樹 七段 | ※7連勝 (A/瀬川アマ、D/平藤)                  |
| 10 | 2002 | 谷川浩司 王位   | 羽生善治 銀河       | 森内俊之 名人   | 杉本昌隆 六段 | 07連勝 (C/野月)                              |
| 11 | 2003 | 佐藤康光 棋聖   | 中川大輔 七段       | 森内俊之 九段   | 谷川浩司 王位 | 05連勝 (B/宮田敦、F/木村一)                  |
| 12 | 2004 | 羽生善治 二冠   | 谷川浩司 棋王       | 屋敷伸之 九段   | 藤井猛 九段   | 07連勝 (A/渡辺明)                            |
| 13 | 2005 | 渡辺明 竜王     | 森内俊之 名人       | 森下卓 九段     | 羽生善治 四冠 | 06連勝 (F/瀬川アマ、G/近藤正)                |
| 14 | 2006 | 羽生善治 三冠   | 小林裕士 六段       | 丸山忠久 九段   | 谷川浩司 九段 | 08連勝 (F/北島)                              |
| 15 | 2007 | 渡辺明 竜王     | 森内俊之 名人       | 飯島栄治 五段   | 郷田真隆 九段 | 05連勝 (D/遠山、F/片上)                      |
| 16 | 2008 | 佐藤康光 棋王   | 三浦弘行 八段       | 阿部隆 八段     | 森内俊之 九段 | 06連勝 (H/豊島)                              |
| 17 | 2009 | 阿久津主税 七段 | 深浦康市 王位       | 北島忠雄 六段   | 丸山忠久 九段 | 04連勝 (A/小倉、0B/小林裕、G/西尾)           |
| 18 | 2010 | 佐藤康光 九段   | 丸山忠久 九段       | 羽生善 名人     | 中村太地 四段 | 05連勝 (F/長沼、G/糸谷)                      |
| 19 | 2011 | 渡辺明 竜王     | 糸谷哲郎 五段       | 羽生善治 名人   | 稲葉陽 五段   | 07連勝 (E/阿部健)                            |
| 20 | 2012 | 羽生善治 二冠   | 阿久津主税 七段     | 佐藤康光 王将   | 屋敷伸之 九段 | 05連勝 (C/長沼、G/佐々木勇)                  |
| 21 | 2013 | 稲葉陽 六段     | 橋本崇載 八段       | 行方尚史 八段   | 郷田真隆 九段 | 08連勝 (A/長岡)                              |
| 22 | 2014 | 渡辺明 二冠     | 松尾歩 七段         | 羽生善治 名人   | 佐藤天彦 七段 | 06連勝 (A/田中悠、H/村田顕)                  |
| 23 | 2015 | 深浦康市 九段   | 佐藤天彦 八段       | 豊島将之 七段   | 屋敷伸之 九段 | 09連勝 (A/西尾)                              |
| 24 | 2016 | 藤井猛 九段     | 広瀬章人 八段       | 屋敷伸之 九段   | 横山泰明 六段 | 06連勝 (C/梶浦、D/中村太)                    |
| 25 | 2017 | 久保利明 王将   | 羽生善治 二冠       | 船江恒平 六段   | 豊島将之 八段 | 07連勝 (G/髙見、H/三枚堂)                    |
| 26 | 2018 | 佐藤天彦 名人   | 行方尚史 八段       | 豊島将之 八段   | 佐藤和俊 六段 | 07連勝 (F/増田康)                            |
| 27 | 2019 | 豊島将之 名人   | 渡辺明 三冠         | 佐藤天彦 銀河   | 増田康宏 六段 | 07連勝 (A/折田アマ)                          |
| 28 | 2020 | 藤井聡太 二冠   | 糸谷哲郎 八段       | 木村一基 王位   | 三浦弘 九段   | 07連勝 (H/山本博)                            |
| 29 | 2021 | 菅井竜也 八段   | 渡辺明 名人         | 増田康宏 六段   | 藤井聡太 銀河 | 05連勝 (D/佐々木大、E/黒田)                  |
| 30 | 2022 | 藤井聡太 竜王   | 高見泰地 七段       | 豊島将之 九段   | 渡辺明 名人   | 05連勝 (C/山本博、F/西田)                    |
| 31 | 2023 | 丸山忠久 九段   | 藤井聡太 銀河       | 永瀬拓矢 九段   | 杉本和陽 五段 | 08連勝 (B/伊藤匠)=最終勝者 07連勝 (A/斎藤明) |
| 32 | 2024 | 丸山忠久 銀河   | 藤井聡太 竜王・名人 | 佐々木勇気 八段 | 森内俊之 九段 | 07連勝 (E/梶浦}                              |

### 記録
各種記録
- 最多優勝：羽生善治（5回：2000-2001,2004,2006,2012年度=第21期、ほかに非公式戦2回優勝=1997-1998）
- 最長連覇：2連覇
  - 羽生善治（2000-2001、ほかに非公式戦2連覇1回〈1997-1998〉）
  - 丸山忠久（2023-2024）
- 最年長優勝：丸山忠久（54歳0か月 =22日、2024年度=第32期）
- 最年少優勝：藤井聡太（18歳2か月 =88日、2020年度=第28期）
- 最多連勝(ブロック戦)：西尾明（9連勝、2014年度=第23期、8ブロック制）
最多連勝(ブロック戦)：堀口一史座（15連勝、1999年度=第8期、4ブロック制〈非公式戦〉）
- アマ最高成績：折田翔吾アマ（本戦進出=0勝1敗、ブロック戦最多連勝=7連勝、第27期）
- 決勝戦2年連続同一カード：1回（2023-2024、藤井聡太 - 丸山忠久）

棋士別成績
| 棋士       | 優勝  | 優勝                                 | 準優勝 | 準優勝      |
| 棋士       | 回数  | 優勝年度                             | 回数   | 準優勝年度  |
| ---------- | ----- | ------------------------------------ | ------ | ----------- |
| 羽生善治   | 5 [2] | [1997-1998] 2000-2001,2004,2006,2012 | 2      | 2002,2017   |
| 渡辺明     | 4     | 2005,2007,2011,2014                  | 2      | 2019,2021   |
| 佐藤康光   | 3     | 2003,2008,2010                       | - [1]  | [1998]      |
| 藤井聡太   | 2     | 2020,2022                            | 2      | 2023,2024   |
| 丸山忠久   | 2     | 2023-2024                            | 1      | 2010        |
| 森内俊之   | - [2] | [1993,1996]                          | 2      | 2005,2007   |
| 郷田真隆   | - [2] | [1992,1999]                          | -      |             |
| 深浦康市   | 1     | 2015                                 | 2      | 2001,2009   |
| 谷川浩司   | 1     | 2002                                 | 1 [1]  | [1999] 2004 |
| 阿久津主税 | 1     | 2009                                 | 1      | 2012        |
| 佐藤天彦   | 1     | 2018                                 | 1      | 2015        |
| 稲葉陽     | 1     | 2013                                 | -      |             |
| 藤井猛     | 1     | 2016                                 | -      |             |
| 久保利明   | 1     | 2017                                 | -      |             |
| 豊島将之   | 1     | 2019                                 | -      |             |
| 菅井竜也   | 1     | 2021                                 | -      |             |
| 田中寅彦   | - [1] | [1994]                               | - [1]  | [1996]      |
| 糸谷哲郎   | -     |                                      | 2      | 2011,2020   |
| 森下卓     | -     |                                      | - [1]  | [1992]      |
| 南芳一     | -     |                                      | - [1]  | [1993]      |
| 川上猛     | -     |                                      | - [1]  | [1994]      |
| 福崎文吾   | -     |                                      | - [1]  | [1997]      |
| 堀口一史座 | -     |                                      | 1      | 2000        |
| 中川大輔   | -     |                                      | 1      | 2003        |
| 小林裕士   | -     |                                      | 1      | 2006        |
| 三浦弘行   | -     |                                      | 1      | 2008        |
| 橋本崇載   | -     |                                      | 1      | 2013        |
| 松尾歩     | -     |                                      | 1      | 2014        |
| 広瀬章人   | -     |                                      | 1      | 2016        |
| 行方尚史   | -     |                                      | 1      | 2018        |
| 高見泰地   | -     |                                      | 1      | 2022        |

## テレビ放送
1週間に2局ずつ放送される。時刻はいずれも日本時間。
- 火・木曜21:00 初回放送　なお初回放送に先立って囲碁将棋プラス（ゴールドプラス）で1時間早く先行配信。

その他、前期以前の対局も放送されている。いずれも対局が早く終わった場合は、「スーパー詰将棋」などの再放送で穴埋めする。
第21期（2012年10月）からは、両対局者と記録係に合わせて棋譜読み上げ係が登場し、NHK杯同様に棋譜の読み上げを行うようになった。同チャンネルで放送される女流棋戦の女流王将戦でも同様の措置がとられている。
第22期（2013年10月8日）から、初回放送が火曜日、木曜日（いずれも20:00～21:38）に変更となる。また、この期から、手番が表示されるようになった。この措置は上記の棋譜読み上げと同じく女流王将戦でも実施されている。
ネット配信については、自社運営の「囲碁将棋プラス」での視聴が可能（有料）。

### 関連番組

#### 過去に放送されていたもの
以下の2番組が、第19期まで放送されていた。
- 銀河クラブ（毎週水曜日17:30～18:00、毎週金曜日12:30～13:00、毎週土曜日9:00～9:30） - 最新2局の棋譜解説や、翌週放送の見所などを紹介。
- 銀河戦ダイジェスト（毎週水曜日17:15～18:00ほか） - 最新2局の棋譜解説など。進行役の観戦記者1名と解説役のプロ棋士1名の計2名が出演。

#### 現在放送されているもの
第20期以降は、本棋戦のダイジェスト番組は放送されていない。

## 新銀河戦
2021年に囲碁・将棋チャンネル30周年を記念した非公式棋戦として新銀河戦が創設された。銀河戦とは異なり、持ち時間が当初1分、1手ごとに10秒加算のフィッシャールールという超早指しとなっており、スリリングな展開を狙っている。決勝は三番勝負。第1期は囲碁将棋プレミアムで2022年3月5日に配信の1回戦第1局で幕開け、2022年12月17日に配信の決勝三番勝負第2局で藤井聡太の優勝で幕を閉じた。対局は囲碁将棋チャンネルでも2022年7月2日から2023年5月11日にかけて放送された。
ただし2023年以降本棋戦は開催されておらず、事実上1回のみで終了した。
第1期の出場者は以下の計32名。
1. 前期（第28期）銀河戦・決勝トーナメントベスト8進出者（8名）
2. 歴代銀河戦優勝者（13名）
3. 直近の女流棋戦優勝者及び挑戦者（8名）
4. 囲碁・将棋チャンネル特別推薦（3名）

| 期 | 開催年 | 優勝         | 決勝勝敗 | 準優勝       | 準決勝敗退   | 準決勝敗退   |
| -- | ------ | ------------ | -------- | ------------ | ------------ | ------------ |
| 1  | 2022年 | 藤井聡太竜王 | ○○       | 久保利明九段 | 木村一基九段 | 菅井竜也銀河 |

## エピソード
- 最多優勝は、羽生善治の7回（公式戦5回、非公式戦2回）である。最年長優勝は丸山忠久の54歳（第32期）、最年少優勝は藤井聡太の18歳（第28期）である。
- 第4期（1995-1996年、非公式戦）に、女流棋士の斎田晴子がベスト8に入っている。
- 第6期（1997-1998年、非公式戦）Aブロック22回戦（1998年7月1日対局）、島朗が丸山忠久との対局で、持ち駒だった銀将を誤って成銀で打ってしまい、反則負けとなった。島は「テレビ対局用の一字彫の駒だったため、見間違えた」と語った。のちの2022年の第1期新銀河戦でも、田中寅彦が藤井聡太との対局で成銀打ちの反則負けとなっている。
- 第7期（1998-1999年、非公式戦）Dブロック3回戦では山崎隆之が佐伯昌優相手に、第22期（2013-2014年）Bブロック1回戦では沖幹生アマが伊藤博文相手に、第23期（2014-2015年）Fブロック8回戦では高橋道雄が安用寺孝功相手に、第27期（2018年-2019年度）Gブロック4回戦では長沼洋が木村孝太郎アマ相手に、第28期（2019-2020年）Gブロック8回戦では増田康宏が野月浩貴相手に二歩の反則手を指して負けとなっている。特に高橋-安用寺戦では、両対局者とも二歩の反則に気付かず13手も指し続け、職員が対局室に入室して対局を中断させる事態となった。第31期（2022-2023年）Hブロック5回戦では森下卓が野月浩貴相手に二歩を指してしまい、(会期は違うが)同一棋戦で同一棋士に師弟揃って二歩をする珍事となった。
- 第12期（2003-2004年）に、当時アマチュアの瀬川晶司がベスト8に入っている。瀬川がプロ入りを嘆願するきっかけとなった。
- 第13期（2004-2005年）のCブロック9回戦（2005年5月26日放送、5月10日対局）で、加藤一二三が阿部隆との対局で「待った」の反則をしたとして、次回第14期大会への出場停止と対局料没収の処分を科された。実際には加藤が秒読みに追われいったん△3七桂不成と着手して秒読みが止まった後で、その駒を再び取り上げて桂成に指し手を変更したもので、阿部がその場で秒読みの扱いについて抗議した。その結果、加藤の消費時間を算入した上で対局は続行され、結果、加藤の勝ちとなった。しかし放映後に視聴者からの抗議が寄せられた為、将棋連盟の理事会で検討した結果、反則と裁定された。ただし、理事会の決定が次の10回戦の対局後だったため、加藤の勝ちは変わらなかった（結局、加藤はその10回戦で深浦康市に敗れた）。
- 第21期（2012-2013年）は、決勝トーナメント（ベスト16）にタイトルホルダーが不在という前代未聞の事態が起きた。
- 第22期（2013-2014年）は、渡辺明が松尾歩を決勝で破って優勝したが、二人とも所司和晴門下である。決勝戦が同門対決になったのは初めてである。
- 第26期（2017-2018年）は、佐藤天彦が優勝したが、現役の名人が銀河戦で優勝した初めての出来事である[注 13]。
- 第27期（2018-2019年）は、元奨励会員でYouTuberの折田翔吾アマがブロック戦で7連勝。決勝トーナメントで佐藤天彦に敗れたものの、翌第28期でも予選で2勝・ブロック戦で1勝を挙げたことで、銀河戦10勝2敗の実績により、棋士編入試験の受験資格を獲得。編入試験は3勝1敗でプロ入りを決めた。
- 第28期（2019-2020年）は、藤井聡太二冠が3回目の出場で初優勝。同棋戦で最年少優勝記録を更新。自身4回目の棋戦優勝となった[6]。また、同期進行中に対局が早く終了した場合、感想戦を流して放送時間を穴埋めしているが、新型コロナウィルス感染の影響により、感想戦を流さずにそのまま放送を打ち切った。